# Vallumoceratina
Vallumoceratina is een geslacht van uitgestorven kreeftachtigen uit de klasse van de Ostracoda (mosselkreeftjes).

## Soort
- Vallumoceratina rugensis Knuepfer, 1967 †